# Stig Blomberg

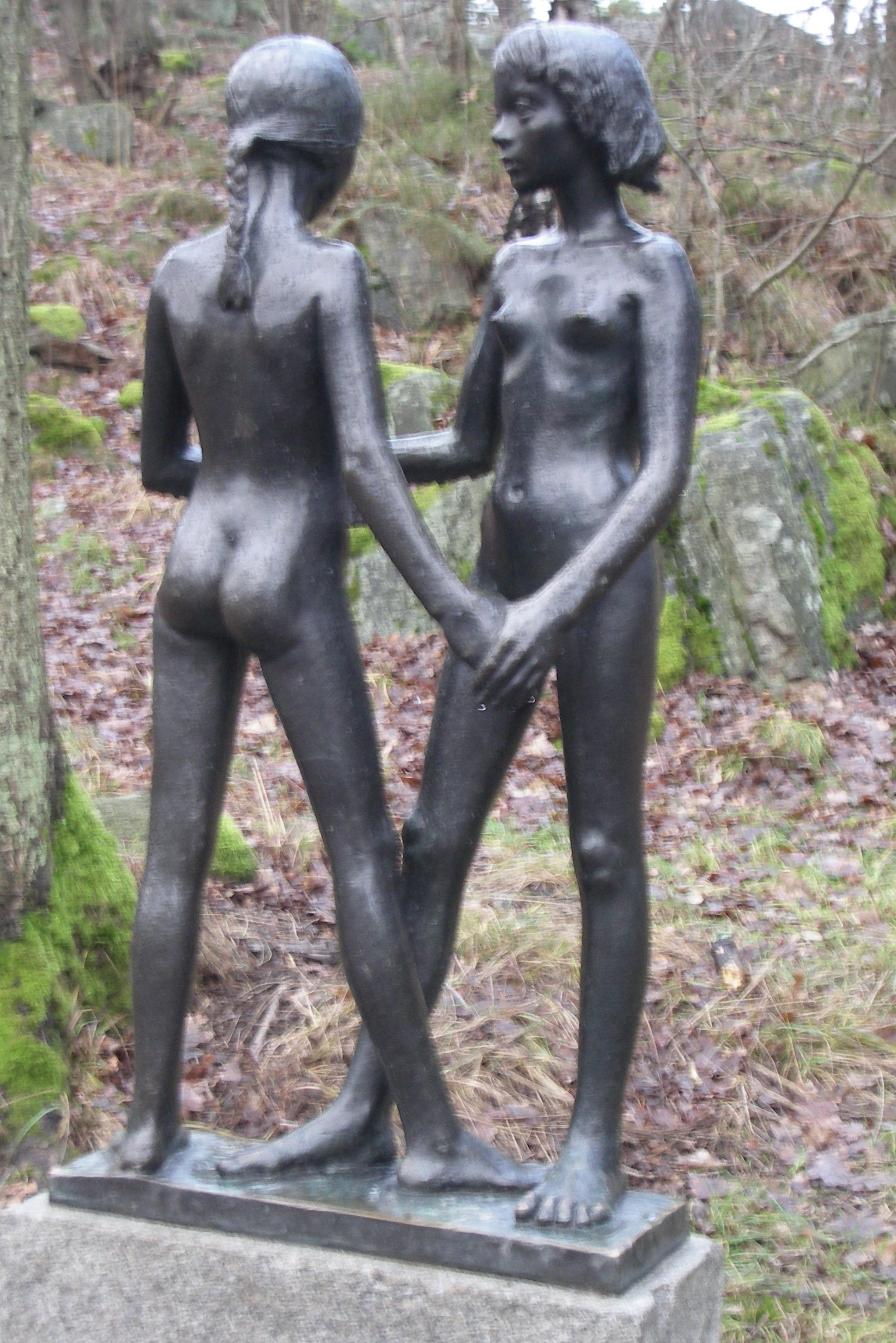
Systrarna, Västertorps Skulpturpark

Stig Blomberg (Linköping, 16 oktober 1901 – 1970) was een Zweedse beeldhouwer.

## Leven en werk
Blomberg studeerde van 1919 tot 1923 beeldhouwkunst bij onder anderen Carl Milles aan de Kungliga Konsthögskolan Mejan in de Zweedse hoofdstad Stockholm. Aansluitend verbleef hij met studiebeurzen in Parijs, aan de Académie Scandinave Maison Watteau, en in Rome. Ook reisde hij naar Noord-Afrika en de Verenigde Staten. In 1936 won hij met het werk Tampande ungdomar de bronzen medaille bij de Olympische Spelen voor kunstenaars van 1936 in Berlijn. In 1951 nam hij deel aan de Biënnale Middelheim in Antwerpen met het werk badende kinderen uit 1935. De sculptuur werd aangekocht voor de collectie van het beeldenpark en is uitgeleend aan de stad Antwerpen.
Van 1951 tot 1961 was hij hoogleraar beeldhouwkunst aan de kunstacademie in Stockholm. Hij won in 1956 de Prins Eugen-medaljen. Het werk van Blomberg is te zien in de openbare ruimte van vele steden in Zweden. Blomberg was ook werkzaam als boekillustrator onder het pseudoniem T Arvidsson.

## Werken (selectie)
- Systrarna (1932), Västertorps Skulpturpark in Stockholm, aan den Roskildevägen in Malmö en bij het Konserthuset Örebro in Örebro
- Badende kinderen (1935), Mechelsesteenweg in Antwerpen
- Reliëfs zonder titel (1935/36), Finngatan van het Skissernas Museum van de universiteit van Lund[1]
- Flores och Blanzeflor (Floris ende Blancefloer) (1942/43), Stockholm
- Fontein met sculptuur Ask och Embla (Ask en Embla) (1948), Sölvesborg
- Askungen (Assepoester) (1950), Drottning Blankes plats in Varberg
- Tampande pojker (1951), Slottskogsvallen in Göteborg
- Bollspeleande flickor (1951), Slottskogsvallen in Göteborg
- Mor och barn (1955), Vendelsfridsgatan in Linköping en in Malmö
- Apollon och Asklepsios (Apollo en Asclepius) (1959), Sahlgrenska Universiteitshospitaal in Göteborg[2]
- Jarlabanke (1963), gemeentehuis in Täby
- Fontein , Nåsetstorg in Lidingö

## Fotogalerij

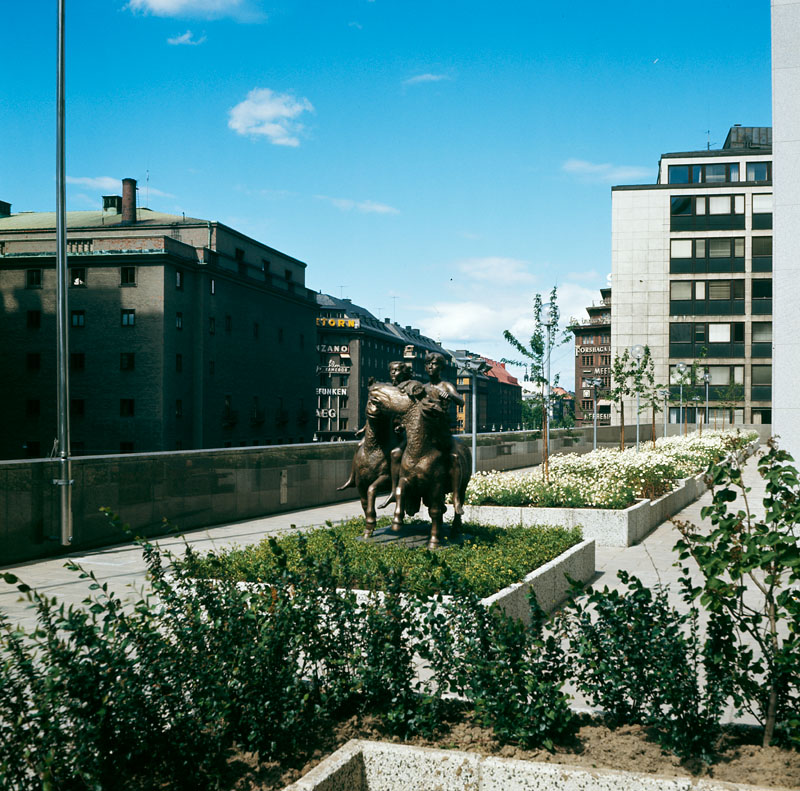
Flores och Blanzeflor in Stockholm
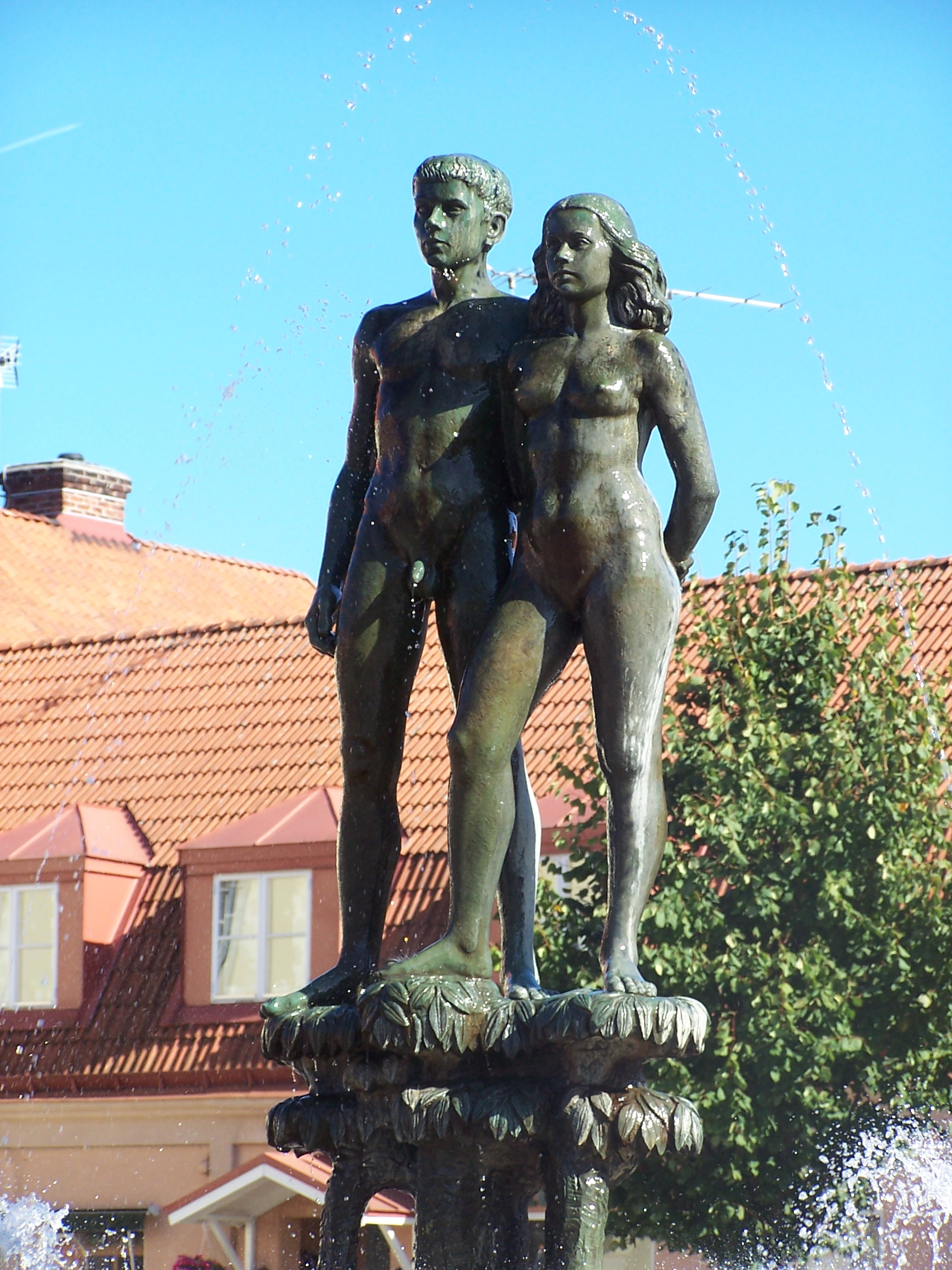
Ask och Embla in Sölvesborg
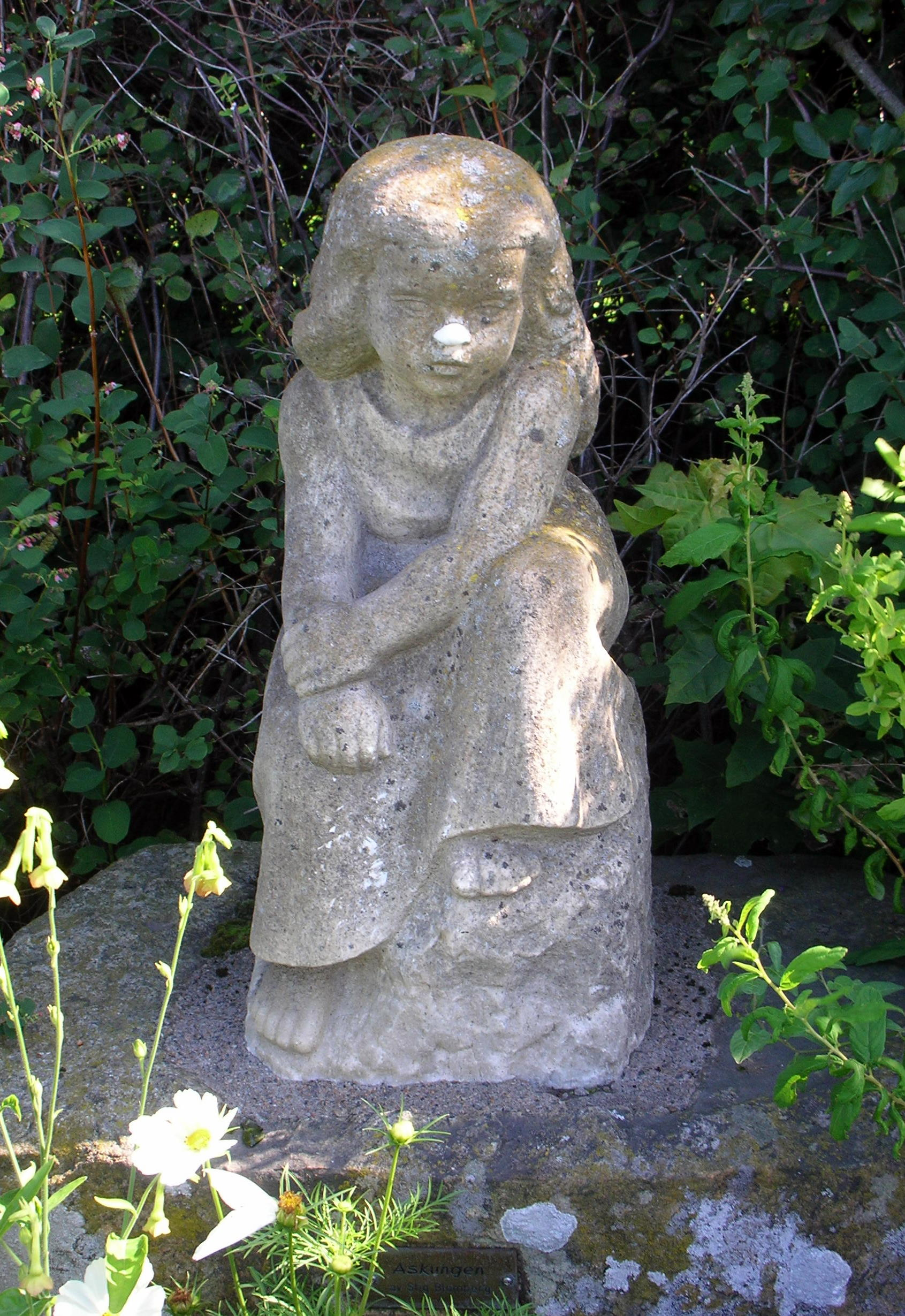
Askungen in Varberg
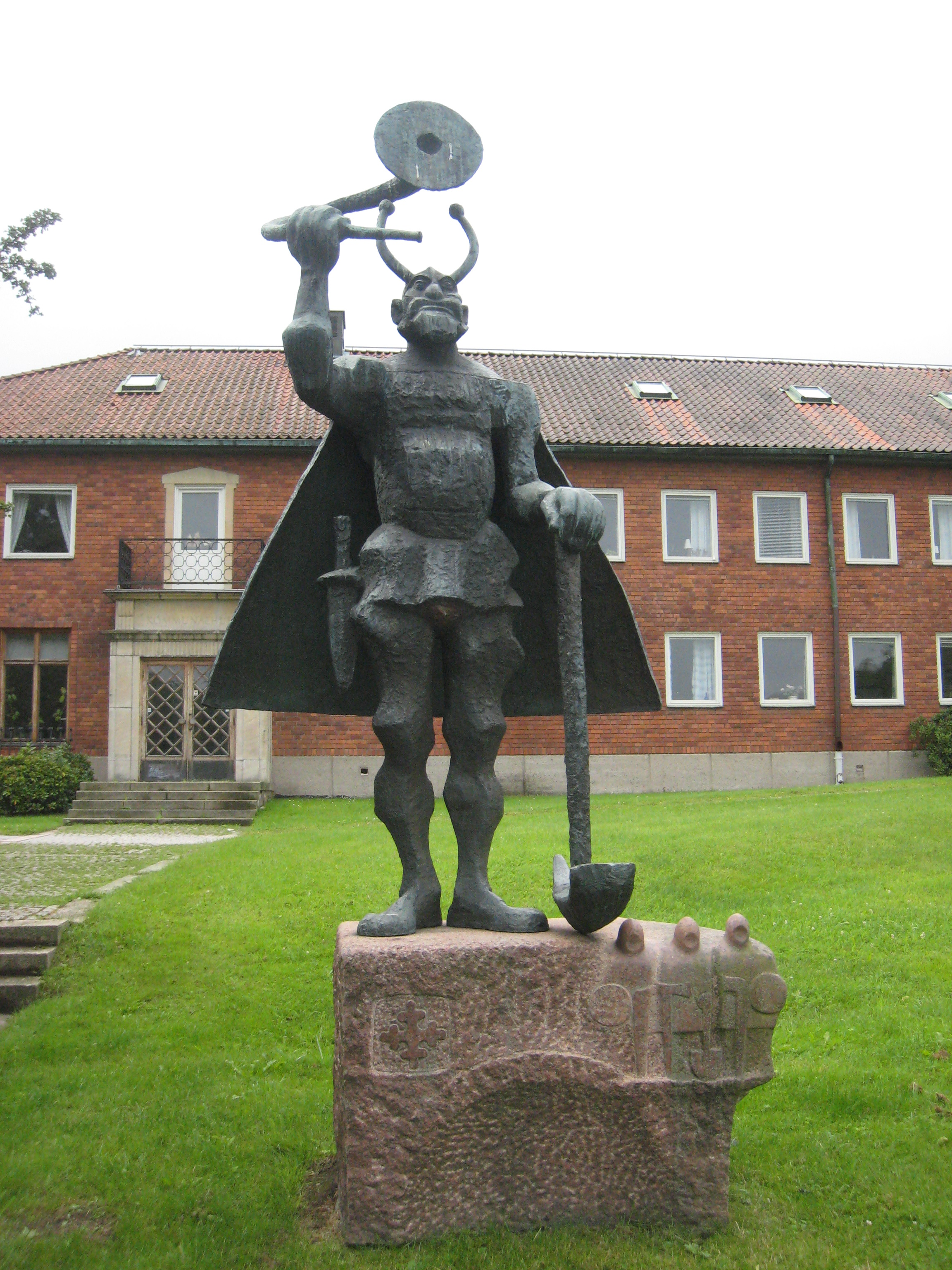
Jarlabanke in Täby

- International Standard Name Identifier: 0000 0000 5180 0092
- KulturNav: 88e8d887-f022-4a38-9f93-ba49baff1c85
- LIBRIS: 231605
- Union List of Artist Names: 500192408
- Virtual International Authority File: 59058644